# Almost Christmas
Almost Christmas (bra: Um Natal Quase Perfeito; na América Espanhola: Casi Navidad) é um filme de comédia dramática que também é descrito como um filme de Natal pelo diretor David E. Talbert e foi lançado em 2016. Foi produzido nos Estados Unidos. A história foi localizada em Atlanta. O roteiro foi originalmente escrito em inglês por David E. Talbert e a música foi composta por Aaron Zigman. É um filme distribuído em vídeo sob demanda.
Como observado, o filme foi lançado em 2016. O filme mais popular daquele ano foi Fantastic Beasts and Where to Find Them, que é um filme de fantasia de JK Rowling. Até 2022, pelo menos 66.300 filmes em inglês haviam visto a luz do dia.

## Elenco
- Danny Glover como Walter Meyers[5][nota 4]
- Keon Rahzeem Mitchell como Jovem Walter Meyers[nota 4]
- A. Sebrena Farmer como Grace Meyers[nota 4]
- Rachel Kylian como Jovem Grace Meyers[nota 4]
- Kimberly Elise como Dra. Cheryl Meyers, DDS, a filha mais velha[6][nota 4]
- Romany Malco como Christian Meyers[7][nota 4]
- Gabrielle Union como Rachel Meyers[8][nota 4]
- Jessie Usher como Evan Meyers[9][nota 4]
- Mo'Nique como Tia May Deveraux Johnson-Davis[10][nota 4]
- J.B. Smoove como Lonnie Maclay[11][nota 4]
- Nicole Ari Parker como Sonya Meyers[12][nota 4]
- Omar Epps como Malachi[13][nota 4]
- Nadej K. Bailey como Niya[nota 4]
- John Michael Higgins como Andy Brooks[nota 4]
- DC Young Fly como Eric[nota 4]
- Keri Hilson como Jasmine[14][nota 4]
- Monica Brown como Monica a Garçonete[nota 4]
- Gregory Alan Williams como Pastor Browning[nota 4]
- Gladys Knight como Dorothy, Diretora do Abrigo[nota 4]
- Tara Jones como Lucy[nota 4]
- Jeff Rose como Brian[nota 4]
- Ric Reitz como Treinador Packer[nota 4]
- Marley Taylor como Dee Meyers[nota 4]
- David E. Talbert como Mãe de Malachi (voz)[nota 4]
- Elias Talbert como Jovem Evan Meyers (voz)[nota 4]
- Donnie Simpson como DJ de Rádio (voz)[nota 4]
- Lyn Talbert como Jovem Grace Meyers (voz)[nota 4]

## Recepção da crítica
No site agregador de críticas Rotten Tomatoes, 49% das 69 resenhas dos críticos são positivas, com nota média de 5,4/10. O Metacritic, que usa uma média ponderada, atribuiu ao filme uma pontuação de 55 em 100, com base em 27 críticos, indicando “críticas mistas ou médias”. O público consultado pelo CinemaScore deu ao filme uma nota média de “A−” em uma escala de A+ a F.